# Corticibacter
Corticibacter es un género de bacterias gramnegativas de la familia Comamonadaceae. Actualmente sólo contiene una especie: Corticibacter populi. Fue descrita en el año 2015. Su etimología hace referencia a corteza. El nombre de la especie hace referencia al árbol Populus euramericana. Es aerobia, inmóvil y con forma de bacilo corto. Catalasa negativa y oxidasa positiva. Forma colonias amarillas, opacas, circulares y convexas, con márgenes enteros, tras 48 horas de incubación en agar TSA. Temperatura de crecimiento entre 10-40 °C, óptima de 30 °C. Tiene un contenido de G+C de 69,5-70%. Se ha aislado de la corteza del árbol Populus euramericana en la provincia de Shandong, en China. 